# Liste d'élections infranationales en 2018
Chronologie des élections infranationales
- 2014
- 2015
- 2016
- 2017
- 2018
- 2019
- 2020
- 2021
- 2022

Cette liste recense les élections infranationales organisées durant l'année 2018. Elle inclut les élections (territoriales, régionales, municipales,...) et référendums locaux dans les territoires faisant partie d'États souverains,.
Les scrutins nationaux ou dans des territoires sécessionnistes sont répertoriés dans la liste d'élections nationales en 2018.

## Par mois

### Janvier
| Date       | Pays           | Élections  | Contexte         | Résultats |
| ---------- | -------------- | ---------- | ---------------- | --- |
| 28 janvier | Basse-Autriche | Régionales | Land d'Autriche. | Victoire du Parti populaire autrichien (ÖVP, conservateur), en tête malgré un léger recul, avec près de la moitié des suffrages exprimés. |

### Février
| Date       | Pays                      | Élections    | Contexte                                                                                           | Résultats |
| ---------- | ------------------------- | ------------ | -------------------------------------------------------------------------------------------------- | --- |
| 25 février | Tyrol                     | Régionales   | Land d'Autriche.                                                                                   | Parlement sans majorité. Le Parti populaire autrichien (ÖVP) arrive en tête, recueillant des résultats en hausse en nombre de voix et de sièges. Son allié régional Les Verts - L'Alternative verte (Grünen) est quant à lui en légère baisse. Günther Platter est élu Landeshauptmann de Tyrol a la tète d'une coalition ÖVP-Grünen. |
| 26 février | Saint-Martin Sint Maarten | Législatives | Pays constitutif du royaume des Pays-Bas. Élections anticipées à la suite d'une motion de censure. | Le parti Démocrates unis (DU) arrive en tête avec 7 sièges sur 15 et forme une coalition avec le Parti chrétien (1 siège) après plusieurs mois de négociations. Leona Marlin-Romeo, qui assurait l'intérim, devient Premier ministre en titre le 25 juin.                                                                             |

### Mars
| Date   | Pays      | Élections  | Contexte         | Résultats                                                                                             |
| ------ | --------- | ---------- | ---------------- | --- |
| 4 mars | Lombardie | Régionales | Région d'Italie. | Victoire de la Ligue du Nord avec 49,7 % des voix. Attilio Fontana est élu président de la région.    |
| 4 mars | Latium    | Régionales | Région d'Italie. | Victoire du Parti démocrate avec 32,9 % des voix. Nicola Zingaretti est réélu président de la région. |
| 4 mars | Carinthie | Régionales | Land d'Autriche. | Le parti social-démocrate arrive en tête des élections.                                               |

### Avril
| Date     | Pays                    | Élections     | Contexte                                                                                       | Résultats |
| -------- | ----------------------- | ------------- | ---------------------------------------------------------------------------------------------- | --- |
| 22 avril | Salzbourg               | Régionales    | Land d'Autriche.                                                                               | Victoire du parti populaire autrichien avec 15 sièges (37,78 %) suivi du parti social-démocrate avec 8 sièges (20,03 %). Wilfried Haslauer reste président de la Région |
| 22 avril | Molise                  | Régionales    | Région d'Italie.                                                                               | La coalition de centre-droit menée par Donato Toma (Forza Italia) arrive largement en tête, 43,5 %, devant le Mouvement 5 étoiles avec 38,5 % et le centre-gauche sortant, avec 17,1 %.                                                                                            |
| 22 avril | Polynésie française     | Territoriales | Pays d'outre-mer de France. 1er tour.                                                          | Triangulaire entre les partis d'Edouard Fritch (Tapura huiraatira) qui arrive en première place avec 43,04 % des suffrages, devant Geffry Salmon et Oscar Temaru avec respectivement 29,40 % et 20,72 %. Trois autres formations sont éliminées. Un second tour a lieu début mai.  |
| 24 avril | Groenland               | Législatives  | Pays constitutif du royaume de Danemark - Territoire d'outre-mer associé à l'Union européenne. | Parlement sans majorité. Le parti En avant (centre-gauche indépendantiste) conserve une majorité relative amoindrie, avec plus d'un quart des sièges. Il devance d'un seul siège le parti Communauté inuit (gauche écosocialiste, indépendantiste).                                |
| 29 avril | Frioul-Vénétie Julienne | Régionales    | Région d'Italie à statut spécial.                                                              | Victoire de la Coalition de centre-droit dominé par la ligue du Nord qui remporte 57,10 % des suffrages. Son chef Massimiliano Fedriga est élu président de la région. La coalition de centre-gauche arrive 2e et le Mouvement 5 étoiles 3e avec respectivement 27,00 % et 11,80 % |

### Mai
| Date   | Pays                | Élections      | Contexte | Résultats |
| ------ | ------------------- | -------------- | --- | --- |
| 3 mai  | Royaume-Uni         | Locales        | Sont concernés les 32 arrondissements de Londres, 34 arrondissements métropolitains, 68 conseils de district/arrondissement et 17 autorités unitaires, de même que les postes de maires de Hackney, Lewisham, Newham, Tower Hamlets et Watford. | Les travaillistes et les libéraux démocrates remportent quelques dizaines d'arrondissements, au détriment des conservateurs. |
| 6 mai  | Polynésie française | Territoriales  | 2d tour. | Le Tapura huiraatira (« Liste du peuple » : centre-droit autonomiste, anti-indépendantiste), au pouvoir, conserve la majorité absolue des sièges. Les indépendantistes du Tavini huiraatira (« Servir le peuple », gauche) reculent et n'obtiennent qu'un septième des sièges. |
| 6 mai  | Tunisie             | Municipales    | Première municipales depuis la révolution tunisienne | Le parti islamiste Ennahdha arrive en tête au niveau national avec un peu plus de 28 % des voix, suivi de Nidaa Tounes à 20 %, dans un scrutin au résultat très fragmenté et qui voit la participation chuter à 35 %, marquant un désaveu de la population envers les partis traditionnels. Sur les suffrages exprimés, près d'un tiers se portent ainsi vers des listes indépendantes.                                                                    |
| 18 mai | Polynésie française | Présidentielle | Scrutin indirect, élection par l'Assemblée de la Polynésie française. | Le président sortant Édouard Fritch (Liste du peuple : centre-droit, anti-indépendantiste) est réélu au premier tour avec 39 voix sur 57. |
| 20 mai | Vallée d'Aoste      | Régionales     | Région d'Italie à statut spécial. | L'Union Valdontaine (UV) est restée en tête avec 19 %, contre 33,4 % en 2013. La Ligue populiste de droite a bondi à 17 % et obtient 7 sièges sur 35 et revient au conseil régional après 20 ans. Le Parti démocrate (PD), jusqu'à présent majoritaire, a chuté à 5,4 %, en dessous de la barre d'entrée. Le centre droit de Forza Italia et les Frères d'Italie n'ont pas réussi à s'y rendre. Le Mouvement 5 étoiles (M5S) a obtenu 10,44 % et 4 sièges. |

### Juin
| Date    | Pays         | Élections    | Contexte | Résultats |
| ------- | ------------ | ------------ | --- | --- |
| 7 juin  | Ontario      | Législatives | Province du Canada. | Le Parti progressiste-conservateur de l'Ontario remporte l'élection avec 40 % des votes valides exprimé, et obtient la majorité des sièges au parlement provincial, avec 76 sièges. Le Nouveau Parti démocratique de l'Ontario devient l'opposition officielle, avec 40 sièges. Le Parti libéral de l'Ontario subi la pire défaite de son histoire, ne remportant que sept sièges. Le Parti vert de l'Ontario remporte son premier siège au parlement provincial. |
| 13 juin | Corée du Sud | Locales      | Les 17 maires et gouverneurs métropolitains sont concernés, parmi l'ensemble des 4016 sièges des dirigeants provinciaux et municipaux à pourvoir. | Le Parti Minju est en progression au détriment du Parti de la liberté, tandis que le Parti pour la paix et la démocratie (Corée du Sud), qui participe aux différents scrutins pour la première fois arrive troisième en y remportant quelques résultats mineurs. |
| 27 juin | Indonésie    | Locales (en) | Ces élections locales visent au renouvellement des mandats de 17 gouverneurs, 39 maires et 115 régents.                                           | |

### Septembre
| Date         | Pays              | Élections              | Contexte | Résultats |
| ------------ | ----------------- | ---------------------- | --- | --- |
| septembre    | Mauritanie        | Régionales Municipales | | |
| 9 septembre  | Suède             | Régionales Municipales | | |
| 9 septembre  | Khakassie         | Gouvernorale           | République de Russie. 1er tour. | Le gouverneur sortant Viktor Zimin du parti au pouvoir Russie Unie se retire après s'être retrouvé relégué en seconde place au premier tour derrière le candidat communiste Valentin Konovalov, qui affronte ainsi Andrey Filyagin du parti Russie juste le 7 octobre.                                    |
| 15 septembre | Syrie             | Municipales            | Premières élections municipales depuis 2011. 34 553 candidatures ont été enregistrés pour 18 478 sièges. La Syrie n'est pas considérée comme une démocratie. Le pays est en guerre civile depuis 2011. | |
| 23 septembre | Arménie           | Municipales            | Élection municipale après la démission du maire d'Erevan à la suite de la révolution arménienne. Cette élection fait office de test pour le parti du nouveau premier ministre, Nikol Pachinian.        | Le bloc Mon pas, alliance entre les partis Contrat Civil et Parti de la Mission, dirigé par l'activiste et acteur Hayk Marutian, remporte haut la main les élections avec 81,06 % des voix, malgré une forte abstention.                                                                                  |
| 24 septembre | Nouveau-Brunswick | Législatives           | Province du Canada. | Le Parti libéral du Nouveau-Brunswick du premier ministre sortant Brian Gallant réuni 37,8 % des suffrages mais n'obtient que 21 sièges, quand le Parti progressiste-conservateur avec 31,9 % des voix en obtient 22. Blaine Higgs (PCNB) est élu premier ministre avec le soutien de l’alliance des gens |
| 30 septembre | Kurdistan irakien | Législatives           | Région fédérale autonome d’Irak. Les élections ont été retardées du fait de la seconde guerre civile irakienne. Elles sont finalement fixés pour le 30 septembre.                                      | Sans surprise le KDP remporte l'élection avec 45,6 % soit 45 sièges (+7) suivi du PUK avec 21,2 % soit 21 sièges (+3). Le mouvement Gorran est rétrogradé à la 3e place avec 12,1 % des voies et 12 sièges (-12). La participation s'élève a 57,3 %. en attente de formation du gouvernement              |

### Octobre
| Date           | Pays               | Élections                   | Contexte | Résultats |
| -------------- | ------------------ | --------------------------- | --- | --- |
| 1er octobre    | Québec             | Législatives                | Province du Canada. | La Coalition avenir Québec (droite) dirigé par François Legault remporte la majorité absolue avec 74 sièges (sur 125) et 37,4 % des voix. Ce dernier est assuré de devenir premier ministre, remplaçant ainsi à ce poste, Philippe Couillard du Parti libéral (centre - centre droit), en fonction depuis 2014. Son parti a obtenu 32 sièges avec 24,8 % des voix. Derrière, le Parti québécois (centre gauche) a subi une défaite en obtenant son pire score historique et Québec solidaire (gauche) le meilleur de son histoire.                                                                                        |
| 5 et 6 octobre | Tchéquie           | Municipales                 | 1er tour. | |
| 6 octobre      | Gabon              | Municipales Départementales | | |
| 7 octobre      | Pérou              | Régionales Municipales      | | |
| 10 octobre     | Guernesey          | Référendum                  | Dépendance de la couronne britannique. Le référendum porte sur le choix d'un nouveau système électoral parmi cinq propositions. | L'option A l'emporte au dernier décompte. Cette option établit une circonscription électorale unique, un système jugé propice à la formation de partis politiques au sein d'un parlement historiquement composé d'élus indépendants. |
| 10 octobre     | Mozambique         | Municipales                 | | |
| 13 octobre     | Côte d'Ivoire      | Municipales Régionales      | | Le taux de participation est de 46,4 % aux élections régionales. Le RHDP remporte 60 % des voix et 18 régions, le PDCI 20 % des voix et 6 régions. Le taux de participation est de 36,2 % aux élections municipales. Le RHDP remporte 46 % des voix et 92 communes, contre 28 % des voix et 50 communes au PDCI. Les candidats indépendants représentent 28 % des voix et 56 élus. |
| 14 octobre     | Bavière            | Régionales                  | Land d'Allemagne. | L'Union chrétienne-sociale en Bavière (droite) arrive en tête, mais en recul significatif ; le Parti social-démocrate d'Allemagne (centre-gauche) perd la moitié de ses sièges ; importante progression d'Alliance 90 / Les Verts (gauche écologiste) et d'Alternative pour l'Allemagne (extrême droite). Markus Söder est réélu ministre président avec le soutien des électeurs libres. |
| 14 octobre     | Belgique           | Communales Provinciales     | | Ces élections ont vu une progression des partis écologistes (Ecolo et Groen), du PTB et du Vlaams Belang, ainsi qu'une baisse des partis traditionnels. Ces élections ayant lieu quelques mois avant les élections législatives de 2019, elles ont conduit les commentateurs à anticiper pendant les mois qui ont suivi une vague verte qui, si elle aura en partie lieu, se révèlera avoir été surestimée face à une montée beaucoup plus surprenante du Vlaams Belang. |
| 21 octobre     | Pologne            | Locales                     | | Victoire du parti au pouvoir droit et justice avec 34,13 % |
| 21 octobre     | Trentin-Haut-Adige | Régionales                  | Région d'Italie à statut spécial.                                                                                               | La coalition de droite et d'extrême droite - menée par la Ligue du Nord - arrive en tête dans la province autonome de Trente, frôlant la majorité absolue ; dans la province autonome de Bolzano, le Südtiroler Volkspartei (centre autonomiste) conserve la majorité relative, en léger recul. Maurizio Fugatti (ligue du nord) est élu président |
| 28 octobre     | Hesse              | Régionales                  | Land d'Allemagne. | Le scrutin est marqué par de très importantes pertes pour la CDU au pouvoir et le SPD, alors premier parti d'opposition, mais allié de la CDU au gouvernement fédéral. Le désaveu des électeurs envers ces deux formations, qui s'ajoute à celui quinze jours plus tôt en Bavière, pousse la chancelière Angela Merkel a annoncer son futur retrait de la vie politique. Partenaires de la coalition gouvernementale depuis cinq ans, les Grünen prennent la deuxième place tandis que l'AfD entre dans le dernier Parlement allemand où elle ne siégeait pas encore. Volker Bouffier est réélu avec le soutien des verts |
| 30 octobre     | Israël             | Municipales                 | | |

### Novembre
| Date        | Pays               | Élections                  | Contexte | Résultats |
| ----------- | ------------------ | -------------------------- | --- | --- |
| 4 novembre  | Nouvelle-Calédonie | Référendum d'autodétermin. | Collectivité sui generis de France. En application de l'accord de Nouméa de 1998, une partie des citoyens sont invités à choisir entre l'indépendance ou bien le maintien de la forte autonomie du territoire sous souveraineté française. Pour satisfaire aux exigences des indépendantistes, le droit de vote est restreint aux citoyens résidant de longue date et de manière continue en Nouvelle-Calédonie, et exclut notamment les personnes installées après 1994. | Les Néo-Calédoniens se prononcent à 56,4 % pour maintenir le territoire sous souveraineté française, et donc contre l'indépendance. Le taux de participation s'élève à 80,6 %. L'accord de Nouméa prévoit deux nouveaux référendums identiques, en 2020 puis en 2022, si les indépendantistes le souhaitent. |
| 6 novembre  | Samoa américaines  | Référendum constitutionnel | Territoire non incorporé et non organisé des États-Unis. Le référendum porte sur la suppression du droit de veto du Secrétaire à l'Intérieur des États-Unis. | Le non l'emporte à 69,57 %. |
| 11 novembre | Khakassie          | Gouvernorale               | République de Russie. 2e tour initialement prévu le 23 septembre, mais reporté à plusieurs reprises à la suite du retrait du gouverneur sortant Viktor Zimin puis de tous les candidats sauf un. En conséquence, les citoyens sont appelés à voter pour ou contre le seul candidat resté en lice. | Alternance. Valentin Konovalov (Parti communiste) est élu avec 58,9 % de suffrages favorables, ce qui fait de lui le premier candidat à être élu sans opposition en Russie depuis la chute de l'URSS. |
| 24 novembre | Taïwan             | Municipales                | | |
| 24 novembre | Bahreïn            | Municipales                | 1er tour. Les principaux mouvements d'opposition ont été interdits à la suite du soulèvement bahreïni de 2011. Les appels à l'abstention, lancés par l'opposition, sont réprimés. | - |

### Décembre
| Date        | Pays                             | Élections    | Contexte | Résultats |
| ----------- | -------------------------------- | ------------ | --- | --- |
| 2 décembre  | Andalousie                       | Régionales   | Communauté autonome d'Espagne. | Bien qu'arrivé en tête des voix, le Parti socialiste ouvrier espagnol d'Andalousie au pouvoir connait un fort recul, de même que le Parti populaire d'Andalousie et dans une moindre mesure Adelante Andalucía, tandis que Ciudadanos connait une forte hausse. Le scrutin est cependant surtout remarqué dans le pays et à l'étranger par la percée du parti Vox, qui fait son entrée au parlement andalou et devient ainsi le premier parti d'extrême droite à obtenir des sièges dans un parlement espagnol depuis la transition démocratique. Juan Manuel Moreno (parti populaire) est élu président avec le soutien de Ciudadanos et du parti d’extrême droite Vox. |
| 9 décembre  | Venezuela                        | Municipales  | Le pays en crise politique est économique n'est plus reconnu comme une démocratie. La présidence du pays est également contestée. | Les principaux partis d'opposition ayant été exclus du scrutin en raison de leurs boycott de la présidentielle de mai 2018, le Parti socialiste unifié du Venezuela (PSUV), au pouvoir au niveau national, l'emporte sans surprise en décrochant une large majorité des conseils municipaux. Le scrutin est cependant marqué par une très faible participation, seuls 5,6 millions d'électeurs sur 20,7 s'étant rendus aux urnes, soit 27,4 % de participation. |
| 30 décembre | République démocratique du Congo | Provinciales | | |